# جک همینگوی
جک همینگوی (انگلیسی: Jack Hemingway؛ ۱۰ اکتبر ۱۹۲۳ – ۱ دسامبر ۲۰۰۰)، یک ماهیگیر و نویسنده کانادایی - آمریکایی بود.
او پسر رمان‌نویس معروف آمریکایی و برنده جایزه نوبل، ارنست همینگوی بود.